# Orage de masse d'air
Un orage de masse d'air, aussi appelé orage unicellulaire ou monocellulaire, est un orage naissant du réchauffement ponctuel d'une masse d'air uniforme sans déclencheur dynamique comme un front, et d'une énergie relativement faible. Le cisaillement des vents avec l'altitude y est nul ou faible ce qui donne des orages généralement isolés. Comme le déplacement des orages de masse d'air dépend uniquement des vents en altitude, s'il ne vente pas, les orages resteront presque stationnaires.
L'orage de masse d'air est le type d'orages le plus fréquent, c'est pourquoi il est nommé orage « ordinaire ». Il peut être associé à une forte averse et des rafales de vent. Les pluies ne sont presque jamais torrentielles et les chutes de gros grêlons sont rarissimes. Quand cela se produit, il est question d’orage « pulsatif », car il surgit et se dissipe comme une impulsion soudaine. Dans les régions arides du globe, l'évaporation peut être telle que la pluie n'atteint pas le sol et forme de la virga sous le cumulonimbus. 

## Cycle de vie

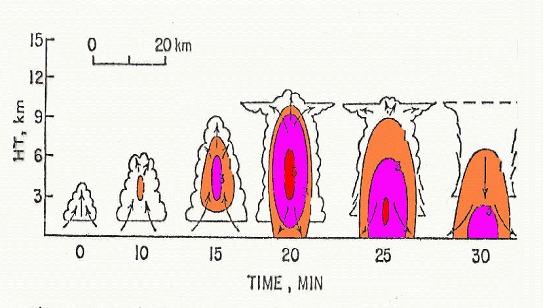
Cycle de vie d'un orage unicellulaire.

L'orage unicellulaire est caractérisé par une faible énergie (EPCD de 500 à 1 000 J/kg) avec peu ou pas de changement des vents avec l'altitude. Le météorologue américain Horace R. Byers est le premier à décrire la dynamique du cycle de vie de ces orages en 1948 à la suite d'un programme d'études in situ du phénomène, : formation dominée par le courant ascendant dans le nuage ; état mature où un courant descendant se forme près du premier, à la suite de la chute des précipitations ; dissipation dominée par un courant descendant allant en faiblissant. 
Le cycle de vie d’environ 30 à 60 minutes de ces orages est caractérisé par :
Développement
Des cumulus mediocris fusionnent entre eux pour former un cumulus bourgeonnant (ou cumulus congestus) avec début de précipitations en son sein. Lorsque des cristaux de glace se forment au sommet du nuage, ce congestus devient par définition un cumulonimbus calvus,. Apparaissent alors les premiers phénomènes électriques qui caractérisent les orages (foudre).
Stade mature
Une enclume se forme au sommet du nuage qui prend alors le nom de cumulonimbus capillatus, incus. Cette enclume est provoquée par l'étalement du nuage à la suite de l'inversion de température à la tropopause et de la présence de forts vents à cette altitude. Cependant, le cœur des précipitations dans le nuage, qui se trouve à une grande altitude, commence à être trop lourd pour que le courant ascendant puisse le soutenir. La pluie mêlée de petits grêlons commence alors à redescendre vers le sol dans l'axe du courant ascendant puisque les vents en altitude ne les déplacent pas latéralement. 
Dissipation
Ces précipitations descendent donc dans le courant ascendant et s'évaporent partiellement en refroidissant l'air qui l'entoure. Ce dernier devient alors plus froid que l'environnement, et par poussée négative d'Archimède, accélère vers le sol. Graduellement le courant descendant s'intensifie et supplante le courant ascendant. Après la pluie, l'orage unicellulaire se dissipe rapidement créant une zone plus fraîche autour de lui. Le front de rafales engendré par l'orage peut servir de déclencheur pour d'autres orages en aval.

## Déclencheurs

Mouvement de l'air le long du front de brise et formation de nuages.

Ils peuvent se développer par suite du réchauffement diurne accompagné souvent d'un effet local qui produit une certaine zone de convergence. En effet, même si une masse d'air a des propriétés de température et d'humidité relativement uniformes au plan horizontal, la topographie peut changer localement ces propriétés. 
L'effet local peut être une ascendance orographique, un faible creux barométrique ou une brise. Par exemple, l'air près de la surface d'un lac est plus humide qu'à l'intérieur des terres. En conséquence, durant la saison estivale, il n'est pas rare que des orages se forment près d'une rive légèrement en pente et suivent la progression du front de brise. Il peut donc être difficile de prévoir dans quel secteur se formeront les orages, un peu comme prédire où se formera la première bulle dans un chaudron rempli d'eau et mis sur le feu. 

## Lieux de formation
Ces orages vont se former :
- En après-midi ou en début de soirée sur les terres par temps chaud et humide estival. La nuit, lorsque le sol se refroidit, l'air se stabilise dans les couches inférieures et l'activité orageuse cesse ;
- En après-midi, par réchauffement diurne sous une dépression froide du printemps à l'automne ;
- Près des zones côtières lorsqu'une masse d'air froid se déplace au-dessus de la surface plus chaude des eaux. Situation qui peut se produire en toute saison et donner par exemple un orage de neige ;
- Par ascendance orographique si un écoulement d'air instable et humide est soulevé par une chaîne de montagnes dans les brises de montagne. Dans ce cas, ces orages s'alignent le long du côté au vent de la chaîne de montagnes et durent aussi longtemps que l'écoulement d'air les alimente, jour ou nuit. C'est le cas des orages de Catatumbo au Venezuela qui, brefs individuellement, se succèdent pendant une dizaine d'heures.

## Temps associé
L'intensité et les phénomènes associés avec l'orage unicellulaire dépendent de l'énergie disponible. En général, celle-ci étant faible, les quantités de pluie et les vents sous l'orage seront aussi faibles. S'il y a de la grêle, elle sera généralement de faible taille (moins de 1 centimètre de diamètre). 
Cependant, si l'EPCD disponible est plus grande, ces phénomènes météorologiques peuvent être plus violents mais de courte durée étant donné le cycle de vie d'un orage unicellulaire. Ce type est appelé « orage pulsatif ou à pulsation » et se développe exclusivement par temps très chaud avec une altitude de la troposphère très élevée. La plus grande énergie permettra de produire un courant ascendant plus intense qui amènera a la formation de plus de précipitations à plus haute altitude, donc une plus grande probabilité de former de la grosse grêle, et d'un sommet protubérant. Lorsque ces précipitations tomberont en formant le courant descendant, elles pourront donner des pluies torrentielles et des rafales destructrices,.